# Мордехай бен-Гиллель
Мордехай бен-Гиллель (ок. 1250—1298) — немецкий раввин-галахист и законоучитель, прославившийся своим кодексом, называемым его именем «Мордехай», или «Большой» и «Длинный Мордехай», — одного из источников для «Шулхан аруха» (XVI век).

## Биография
Принадлежал к известному роду немецких учёных. Его дед с материнской стороны был внуком Элиезера бен-Иоель га-Леви, который, в свою очередь, приходился внуком Элиезеру бен-Натан из Вормса.
Его главным учителем был рабби Меир бен-Барух из Ротенбурга. Мордехай цитирует тосафот, респонсы и компендиумы своего учителя, как и многие его устные и письменные разъяснения. В числе других его учителей ЕЭБЕ упоминает: рабби Переца бен-Илия из Корбейля, р. Эфраима бен-Натан, р. Якова га-Леви из Шпейера (ЕЭБЕ), р. Авраама бен-Барух (ЕЭБЕ), брат Меира из Ротенбурга) и р. Дана (вероятно, тожественного с р. Дан Ашкенази).
Около 1291 года Мордехай, по-видимому, жил в Госларе, где Моисей Тако (не М. Таку) оспаривал у него право проживать там. Хотя дело кончилось в пользу Мордехая, но борьба велась с таким ожесточением, что Мордехай предпочёл уехать в Нюрнберг.
Начитанность Мордехая была исключительна: мало есть трудов по галахе, написанных до XIII столетия, которые ему не были бы знакомы и которые бы он не цитировал в своём сборнике цитат из них, именуемым «Мордехай», или «Большой» и «Длинный Мордехай». Что же касается французских и немецких авторов, то он знал без исключения все сохранившиеся произведения. Многие из числа остались известными только благодаря тому, что Мордехай их приводит.
Умер в Нюрнберге в 1298 г. мучеником за веру во время резни во Франконии; вместе с ним погибли его жена Зелда и пятеро детей.

## Труд
В своём галахическом сборнике (компиляции) «Мордехай» он цитирует около 350 имён, трудами или устными сообщениями которых он воспользовался. Многое в тексте принадлежит лично Мордехаю, хотя, по вине переписчиков и издателей, многие имена опущены. Отдельные части его труда по своей форме и систематическому изложению могут служить доказательством его способности систематизировать собранный материал. Однако большая часть «Мордехая» поражает отсутствием системы.
Книга, как указывали уже древние критики, автором не издавалась; весь материал для своего огромного труда он собрал, но не успел его привести в порядок. Эта задача выпала на долю его учеников, что и было выполнено ими частью еще при жизни Мордехая, а частью лишь после его смерти.

### Две версии
В течение двух поколений это произведение существовало в виде двух версий — так называемой «рейнской» и «австрийской», если пользоваться терминами авторов XV столетия. Это были не только две копии одного и того же «Мордехая», с вариантами (варианты имелись для каждой из этих двух версий в отдельности) с двумя совершенно различными редакциями:
- рейнский «Мордехай» (напечатанный текст) циркулировал в течение средних веков по Рейну, во Франции, Италии, Испании и в восточной Германии;
- списки «австрийского» сохранились в библиотеках Вены и Будапешта, область его распространения ограничилась Штирией, Моравией, Богемией, Венгрией и прилегающими к ним немецкими землями, как, например, Саксонией.[2]

В рейнском «Мордехае» проходит красной нитью желание сократить, урезать данный материал; по объему он представляет собой одну треть австрийского. Особенно ярко это выражено в печатном тексте, из которого выпущены цитаты и выдержки из различных сборников тосафот, даже те, которые сохранены в рукописных экземплярах.
Но более всего они расходятся в цитировании авторитетов. Рейнский «Мордехай» цитирует, главным образом, прирейнских и французских ученых; австрийский же заменяет их авторитетами Австрии.
Первый напечатанный трактат Талмуда (Сончино, 1482) был издан с толкованиями Раши, «Тосафот», Маймонида к Мишне и Мордехая.

### Критика
«Малый Мордехай»
Приблизительно шестьдесят лет после смерти Мордехая рабби Самуил бен-Аарон Шлеттштадт написал свои «Haggahot Mordechai», то есть глоссы к «Мордехай», состоящие, главным образом, из отрывков австрийской версии, — с целью пополнить рейнскую.
Что касается текста, то он продолжал по-прежнему оставаться испорченным и спутанным, несмотря на эти глоссы, так как текст часто смешивался с глоссами. Вследствие того что эти «Haggahot» были взяты из австрийского «Мордехая», в печатных экземплярах встречаются такие места, которые не имеют никакой связи с контекстом.
«Шулхан арух» и др.
Иосеф Каро и Иссерлес цитируют его чаще, чем кого-либо другого. Иссерлес читал лекции о Мордехае, а некоторые его респонсы посвящены разъяснению наиболее тёмных мест этого труда. В Италии и Польше, где труды Мордехая изучались усерднее, чем где-либо, возникла особая литература о Мордехае. Сохранилась серия выдержек, индексов, толкований, новелл и комментариев; из них особенно заслуживают внимания индекс Иосифа Оттоленги (Joseph Ottolenghi), Баруха бен-Давида «Gedulat Mordechai» и комментарий Мордехая Бенета.